# Dejeaniops
Dejeaniops är ett släkte av tvåvingar. Dejeaniops ingår i familjen parasitflugor.
Kladogram enligt Catalogue of Life:
| Dejeaniops | \| \| Dejeaniops beckeri \| \| \| \| \| \| Dejeaniops fallaciosus \| \| \| \| \| \| Dejeaniops ollacheus \| \| \| \| |
|            | \| \| Dejeaniops beckeri \| \| \| \| \| \| Dejeaniops fallaciosus \| \| \| \| \| \| Dejeaniops ollacheus \| \| \| \| |
|            | Dejeaniops beckeri                                                                                                   |
|            | |
|            | Dejeaniops fallaciosus                                                                                               |
|            | |
|            | Dejeaniops ollacheus                                                                                                 |
|            | |